# Микропроцессорная централизация стрелок и сигналов «Іпуть»
Микропроцессорная централизация стрелок и сигналов «І́путь» (МПЦ «Іпуть», читается как «И́путь») — первая белорусская микропроцессорная централизация. Данная система была разработана с привлечением только белорусских разработчиков: Научно-исследовательского института железнодорожного транспорта БелГУТа, Конструкторско-технического центра Белорусской железной дороги (КТЦ) и Брестского электротехнического завода.
МПЦ «Іпуть» внедрена на станции Ипуть Гомельского отделения Белорусской железной дороги, где в 2007 году она была включена в опытную, а в 2011 году в постоянную эксплуатацию.

## История
Решение о создании отечественной (белорусской) микропроцессорной централизации стрелок и сигналов было принято в 2002 году. Данное решение было аргументиировано необходимостью решения проблем экономической и информационной безопасности. Считается, что система была разработана в кратчайшие сроки за счёт применения методов CALS-технологий, когда оперативное возамодействие специалистов КТЦ и БелГУТа, а также имитационное моделирование разрабатываемых блоков позволило существенно сократить сроки разработки. Разработка системы была завершена в декабре 2006 года.
Разработка верхнего и среднего уровней выполнялась силами сотрудников лаборатории «Безопасность электромагнитной совместимости технических средств» (БелГУТ). Блоки нижнего уровня (ТУ-8Б, ТС-16Б) разрабатывались в КТЦ, но при этом верифицировались в лаборатории как независимой организации. Предоставление стативов и другого монтажного оборудования было выполнено Брестским электротехническим заводом.
9 марта 2007 года на станции «Ипуть» начался процесс установки первого белорусского образца микропроцессорной централизации (МПЦ) «Іпуть». Монтаж был закончен 3 мая. Далее были проведены испытания системы силами Гомельского отделения Белорусской железной дороги. Изначально была определена предварительная дата пуска системы в опытную эксплуатацию — 15 мая. Но введение в опытную эксплуатацию произошло 17 июля 2007 года в 11:45 по местному времени согласно приказу 445-Н.
МПЦ «Іпуть» устроена таким образом, что во время опытной эксплуатации сохранялась возможность перехода на старую релейную систему. За время опытной эксплуатации не было ни одного отказа или сбоя, приведшего к задержкам поездов и нарушениям условий безопасности движения. С 2011 года МПЦ «Iпуть» находится в постоянной эксплуатации.

## Описание
МПЦ «Іпуть» представляет собой комплекс устройств, обеспечивающих установку, замыкание, размыкание маршрутов на станции и проверку выполнения требуемых взаимозависимостей.
Технико-экономические характеристики МПЦ «Іпуть»:
- управление станциями до 80 стрелок, а за счёт горизонтального наращивания возможно двух- и трёхкратное увеличение;
- время реакции не более 0,5 секунд;
- гибкое управление движением поездов: возможность централизованного управления (от диспетчерской централизации);
- отображение информации на АРМ ДСП осуществляется в соответствии с Памяткой ОСЖД Р808;
- АРМ ДСП дополнен системой поддержки принятия решений в штатных и нештатных ситуациях;
- система реализована как двухканальная (дублированная) система с умеренными связями, параллельной и независимой обработкой данных, взаимным сравнением результатов функционирования и переходом в защитное состояние при рассогласовании работы каналов;
- 100%-ное горячее резервирование;
- размещение ядра системы в стандартном шкафу промышленного исполнения совместно с источниками электропитания;
- реализация блоков телеуправления и телесигнализации в конструктиве реле НМШ и их размещение на стандартных стативах вместе с исполнительными реле (что не требует дополнительного принудительного охлаждения);
- возможность применения индустриальной системы монтажа;
- сокращение требуемой площади релейного помещения на 40 % по сравнению с БМРЦ;
- количество реле на стрелку — 30 (при использовании светодиодных светофоров меньше).

Расчётные показатели безопасности и надежности системы:
- коэффициент готовности — не менее 99,9998 %.
- средняя наработка на отказ (с учётом процесса восстановлений) — более 1300 тыс. ч;
- интенсивность опасных отказов — менее 10−14 1/ч.

На момент опытной эксплуатации (в 2008 году) МПЦ «Iпуть» функционально не уступала западным аналогам, а за счёт применения отечественных технологий, программного и аппаратного обеспечения имела в два раза меньшую стоимость (система состоит на 70 % из комплектующих отечественного производства).
Для облегчения работы ДСП в нештатных ситуациях в МПЦ «Іпуть» впервые в мире реализована интеллектуальная система поддержки принятия решений, задачей которой является предоставление ДСП порядка действий при возникновении нештатных ситуаций и контроль его выполнения. Новизна решения подтверждена по сравнению с прототипом японской фирмы Hitachi подтверждена патентами на изобретения РФ и РБ.